# 영덕고등학교 (경북)
영덕고등학교(盈德高等學校)는 대한민국 경상북도 영덕군 영덕읍 화개리에 있는 공립 고등학교이다.

## 학교 연혁
- 1936년 6월 8일 : 영덕공립농업실수학교 설립인가
- 1946년 8월 27일 : 영덕공립농업중학교 승격인가
- 1951년 8월 20일 : 영덕농업고등학교 인가
- 1974년 3월 1일 : 영덕종합고등학교 개칭
- 2006년 3월 1일 : 영덕고등학교 교명 변경
- 2007년 11월 7일 : 기숙사(화림학사) 준공
- 2011년 6월 29일 : 일반계 고등학교 학년별 3학급 인가
- 2011년 8월 10일 : 인조잔디축구장 완공
- 2014년 9월 14일 : 다목적강당 준공
- 2016년 3월 1일 : 선진형 교과교실제 운영
- 2016년 3월 1일 : 나라사랑 연구학교 지정(국가보훈처, ~ 2018.2.28)
- 2017년 3월 13일 : 선진형교과교실 리모델링 완공
- 2021년 3월 1일 : 자율학교 지정(2021.03.01.~2024.02.29.)
- 2022년 2월 9일 : 제72회 59명 졸업(총 8,869명)
- 2022년 3월 2일 : 2022학년도 입학식(63명)
- 2022년 9월 1일 : 제30대 임동환 교장 취임

## 참고 자료
- 영덕고등학교 - 한국교육학술정보원 학교알리미